# Нектон

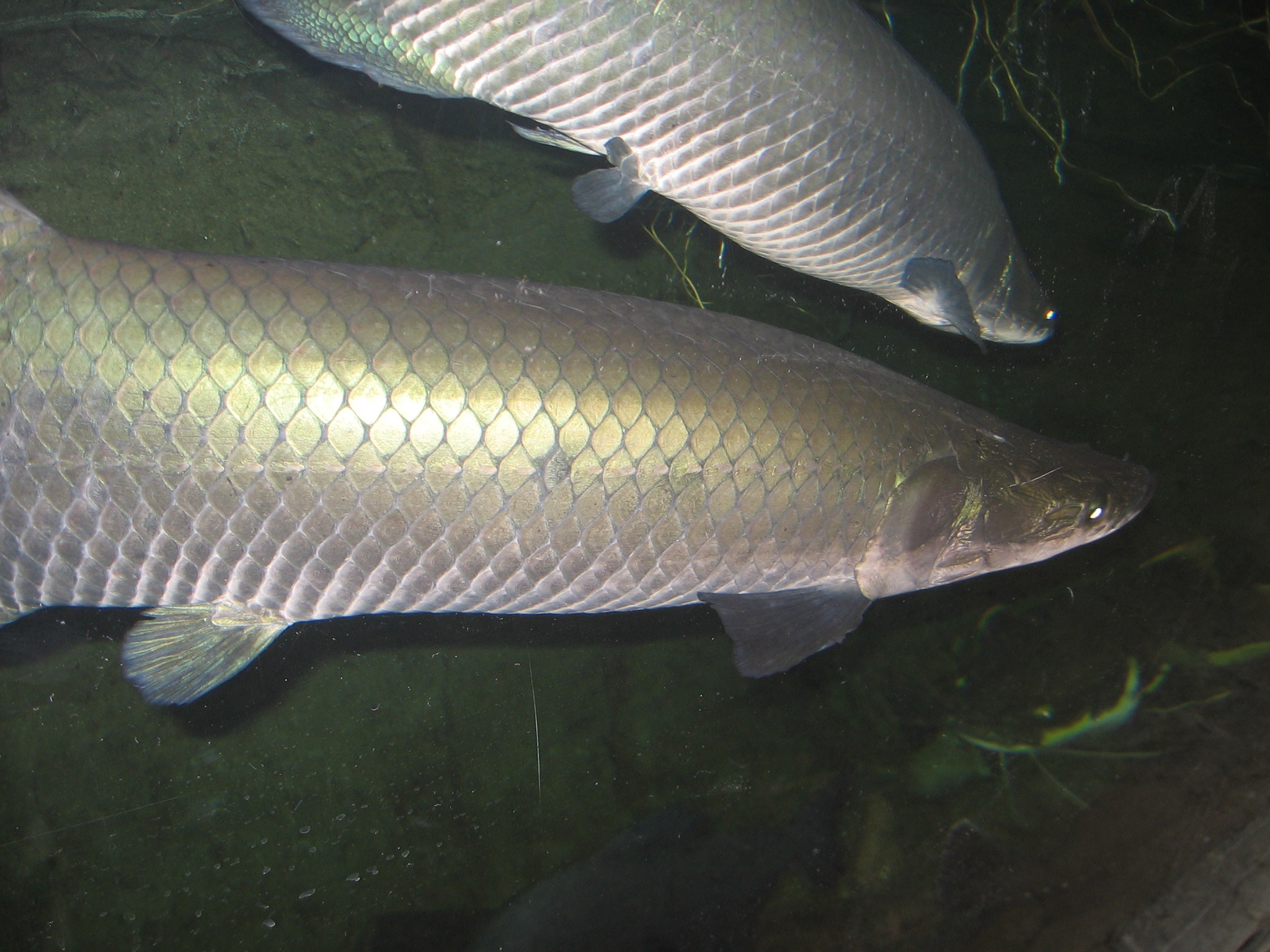
Рыба арапайма

Некто́н (от др.-греч. νηκτός — «плавающий», «плывущий») — совокупность водных, активно плавающих организмов, обитающих в толще воды пелагической области водоёмов и способных противостоять силе течения и самостоятельно перемещаться на значительные расстояния.
Преимущественно хищные организмы. К нектону относится более 20 000 видов кальмаров, рыб, морских змей, черепах, китообразных, ластоногих, пингвинов и представителей других таксонов.

## История
Термин «нектон» впервые ввёл выдающийся немецкий биолог Эрнст Геккель в 1891 году в своей статье. Нектону противопоставляют планктон. Промежуточное положение между ними занимает микронектон, представленный животными, которые способны к ограниченным активным перемещениям: молодь и мелкие виды рыб и кальмаров, крупные креветки, эвфаузиевые рачки.